# Sauvez Willy
Pour les articles homonymes, voir Willy.
Série Sauvez Willy
Sauvez Willy 2
(1995)
Pour plus de détails, voir Fiche technique et Distribution.
Sauvez Willy ou Mon ami Willy au Québec (Free Willy) est un film franco-américain réalisé par Simon Wincer et sorti en 1993. C'est le premier volet de la série de films du même nom.
Le film rencontre un succès critique et commercial.

## Synopsis
Willy est une orque mâle capturée dans le Nord-Ouest Pacifique. Elle est ensuite vendue à un delphinarium, le Northwest Adventure Park à Portland, pour y être dressée et exploitée. Quelque temps plus tard, Jesse — un préadolescent abandonné par sa mère — est arrêté pour vandalisme et placé dans une famille d'accueil qui désire l'adopter, Annie et Glen Greenwood. Rebel et opposé à l'autorité, Jesse a du mal à s'intégrer. Il est par ailleurs contraint de nettoyer ses graffitis au delphinarium. Il y fait la rencontre de la vétérinaire Rae Lindley, de Randolph Johnson et surtout de Willy. Jesse parvient rapidement à se faire accepter de Willy, qui devient son meilleur ami. Jesse devient même dresseur mais l'animal ne coopère pas au spectacle qu'on attend de lui. Dès lors, M. Dial, le propriétaire du parc, va tenter de s'en débarrasser pour toucher les assurances. Avec l'aide de ses parents adoptifs et de certains employés du delphinarium, Jesse va tout faire pour sauver Willy.

## Fiche technique
Sauf indication contraire, les informations mentionnées dans cette section peuvent être confirmées par la base de données cinématographiques IMDb,  présente dans la section « Liens externes ».
- Titre original : Free Willy
- Titre français : Sauvez Willy
- Titre québécois : Mon ami Willy
- Réalisation : Simon Wincer
- Scénario : Keith A. Walker et Corey Blechman, d'après une histoire de Keith A. Walker
- Directeur de la photographie : Robbie Greenberg
- Musique : Basil Poledouris
  - Chanson du générique : Will You Be There de Michael Jackson
- Production : Lauren Shuler Donner et Jennie Lew Tugend

Producteurs délégués : Arnon Milchan et Richard Donner
- Sociétés de production : Warner Bros., Regency Enterprises, Alcor films et Studiocanal
- Société de distribution : Warner Bros.
- Langue originale : anglais
- Pays de production :  États-Unis,  France
- Budget : 20 millions de dollars[1]
- Durée : 112 minutes
- Genre : aventure
- Dates de sortie :
  - États-Unis : 16 juillet 1993
  - France : 9 février 1994

## Distribution
- Jason James Richter (VF : Matthieu Tribes ; VQ : Nicolas Pensa) : Jesse
- Lori Petty (VF : Anne Jolivet ; VQ : Camille Cyr-Desmarais) : Rae Lindley
- Jayne Atkinson (VF : Emmanuèle Bondeville ; VQ : Danièle Panneton) : Annie Greenwood
- August Schellenberg (VF : François Siener ; VQ : Hubert Fielden) : Randolph Johnson
- Michael Madsen (VF : Jean-Yves Chatelais ; VQ : Pierre Auger) : Glen Greenwood
- Michael Ironside (VF : Marcel Guido ; VQ : Daniel Picard) : Dial
- Richard Riehle (VQ : Luis de Cespedes) : Wade
- Mykelti Williamson (VF : Pascal Nzonzi ; VQ : Éric Gaudry) : Dwight Mercer
- Michael Bacall (VQ : Sébastien Reding) : Perry
- Danielle Harris (VF : Charlyne Pestel) : Gwenie
- Keiko l'orque : Willy

## Production

### Genèse et développement
Le script initial est écrit par Keith A. Walker. Mais la productrice Lauren Shuler Donner et le studio le jugent trop gentil et stéréotypé. Corey Blechman est donc engagé pour écrire une deuxième version, rendant l'histoire plus contemporaine et en transformant Jesse — qui était jusque là un enfant muet de 10 ans vivant avec des religieuses — en un garçon de 12 ans rebelle avec des parents adoptifs. Tom Benedek a également participé à l'écriture.
Robin B. Armstrong est engagé comme réalisateur. Il est cependant renvoyé en avril 1992, après avoir demandé de nombreuses réécritures du script. Il est remplacé par Simon Wincer quelques semaines seulement avant le début du tournage.

### Attribution des rôles
Le film marque les débuts à l'écran de Jason James Richter. Alex Vincent avait auditionné pour ce rôle.
Le rôle de Dial a été proposé à Jack Nicholson, qui l'a refusé en raison d'un trop faible salaire proposé. Le rôle échoue donc à Michael Ironside.
Willis Van Dusen, à l'époque maire d'Astoria où est tourné le film, apparait dans le rôle d'un marchand de poisson.

### Tournage
Le tournage se déroule dans l'Oregon (Astoria et Portland) et à Mexico, au parc d'attractions Reino Aventura (renommé Six Flags México en 2000),.
- Les scènes de la maison des Greenwood ont été tournées à Astoria (scènes intérieures et extérieures).
- La grande cour intérieure, où Jesse et ses amis mendient de l'argent, est le Pioneer Courthouse Square au 701 Ave SW 6e à Portland.
- Leur skatepark au début du film était le Skatepark Burnside à Portland, construit quelques années auparavant.
- Les plans extérieurs du « Northwest Adventure Park » ont été tournés à Oaks Amusement Park à Portland.
- La maison de Randolph était sur le côté ouest du parc près de la rivière.
- Quelques scènes où Jesse parcourt la ville à vélo ont été tournées sur le pont de Hawthorne sur la rivière Willamette, à Portland.
- L'« Auto Repair Greenwood » où Glen Michael Madsen travaille est située au 5931, avenue SE 52e à Portland.
- La scène où Willy est libéré a été tournée au mouillage du bassin d'Hammond, au nord-ouest d'Astoria. Un portail « Marina de Dawson » y a été construit pour le film.

Pour certaines scènes avec Willy, des animatroniques ont été utilisées. Debi Derryberry a servi de doublure à Jesse pour certaines scènes, notamment sa chute dans le bassin.

## Bande originale
Bandes originales de Sauvez Willy
Sauvez Willy 2
(1995)
La musique originale du film est composée par Basil Poledouris. Un album de chansons est également commercialisé. Il contient notamment le titre inédit Will You Be There de Michael Jackson, utilisé comme générique de fin.
Liste des titres
1. Will You Be There - Michael Jackson - 5:53
2. Keep on Smilin’ - New Kids on the Block - 4:36
3. Didn't Mean to Hurt You - 3T - 5:47
4. Right Here - SWV - 3:50
5. How Can You Leave Me Now - Funky Poets - 5:43
6. Main Title - Basil Poledouris - 5:07
7. Connection - Basil Poledouris - 1:44
8. The Gifts - Basil Poledouris - 5:19
9. Friends Montage - Basil Poledouris - 3:40
10. Auditon - Basil Poledouris -  2:04
11. Farewell Suite: Jessie Says Goodbye / Let's Free Willy! / Return to Freedom - Basil Poledouris - 12:01
12. Will You Be There (reprise) - Michael Jackson - 3:62

## Accueil

### Critique
Le film reçoit des critiques globalement positives. Sur l'agrégateur américain Rotten Tomatoes, il récolte 71% d'opinions favorables pour 31 critiques et une note moyenne de 5,6⁄10. Le consensus suivant résume les critiques compilées par le site : « Sauvez Willy tire assez habilement sur la corde sensible pour sauter au-dessus de la marée montante de la sentimentalité qui menace de noyer son histoire stéréotypée et familiale ». Sur Metacritic, il obtient une note moyenne de 79⁄100 pour 14 critiques.

### Box-office
Produit pour 20 millions de dollars, le film en récolte plus de 153 millions au box-office.
| Pays ou région    | Box-office        | Date d'arrêt du box-office | Nombre de semaines |
| ----------------- | ----------------- | -------------------------- | ------------------ |
| États-Unis Canada | 77 698 625 $      | 21 octobre 1993            | 14                 |
| France            | 1 282 968 entrées |                            | -                  |
| Total mondial     | 153 698 625 $     | -                          | -                  |

## Suites et adaptation télévisée
Le film est suivi par Sauvez Willy 2 : La Nouvelle Aventure (1995) puis par Sauvez Willy 3 : La Poursuite (sorti en 1997). Seuls Jason James Richter (Jesse) et August Schellenberg (Randolph Johnson) sont présents dans le troisième film.
En 2010, est sorti un nouveau film, mettant en scène une nouvelle héroïne, intitulé Sauvez Willy 4 : Le repaire des pirates. Le film n'a aucun lien avec les trois précédents, mis à part l'orque qui est prénommée Willy également, sans pour autant avoir un quelconque lien avec celui des trois premiers films. Ce film est sorti directement en DVD.
Il existe aussi une série d'animation américano-canadienne, Sauvez Willy, diffusée aux États-Unis sur ABC en septembre 1994 puis en France sur France 2 à partir d'octobre 1995.

## Keiko
L'orque Keiko, vedette du film, est décédée à l'âge de 27 ans le 12 décembre 2003 des suites d'une pneumonie dans le fjord norvégien d'Arasvik, près de Halsa. Un cairn indique l'emplacement où elle a été enterrée, sur la plage de Taknes.

### Earth Island Institute
Malgré l'avis du studio, le producteur Richard Donner insiste pour inclure le numéro de téléphone de l'Earth Island Institute dans le générique de fin. Après la sortie du film, près de 20 millions de dollars seront récoltés par l'organisme.

### Dans la culture populaire
Le film a été parodié dans un épisode de South Park intitulé Sauvez Wilzy-X (2005). De même, Les Simpson font trois fois référence au film : dans les épisodes : Le Garçon qui en savait trop, Pour l'amour de Moe et Simpson Horror Show XI).

### Hommage
En 2021, l'auteur de livre jeunesse Gropapa publie un album, Captain Paul : libérons les orques, dans la collection dédiée à Paul Watson et Sea Shepherd en rendant hommage au film Sauvez Willy : la dernière page de ce livre pour enfants est une reprise de l'affiche du film où l'on distingue l'orque sauter par-dessus la digue pour reprendre sa liberté.